# Togarmadillo monocellatus
Togarmadillo monocellatus is een pissebed uit de familie Armadillidae. De wetenschappelijke naam van de soort is voor het eerst geldig gepubliceerd in 1983 door Franco Ferrara & Helmut Schmalfuss.